# Ban Khung Taphao
Ban Khung Taphao (thai nyelven บ้านคุ้งตะเภา) egy falu Thaiföldön.

## A név eredete
A falu nevének első tagja, a ban ( บ้าน) falut jelent, a második, a khung (คุ้ง) folyókanyarulatot, a harmadik, a taphao (ตะเภา) vitorlás hajót.

## A lakosok
A lakosok Theravada-buddhisták. Korábban az elhunyt ősök emlékére rendeztek szertartásokat a házakban. Egykor tradicionális viseleteiket is hordták, ez mára csak a vallásos alkalmakra korlátozódott.